# Charles Thomas (Leichtathlet)

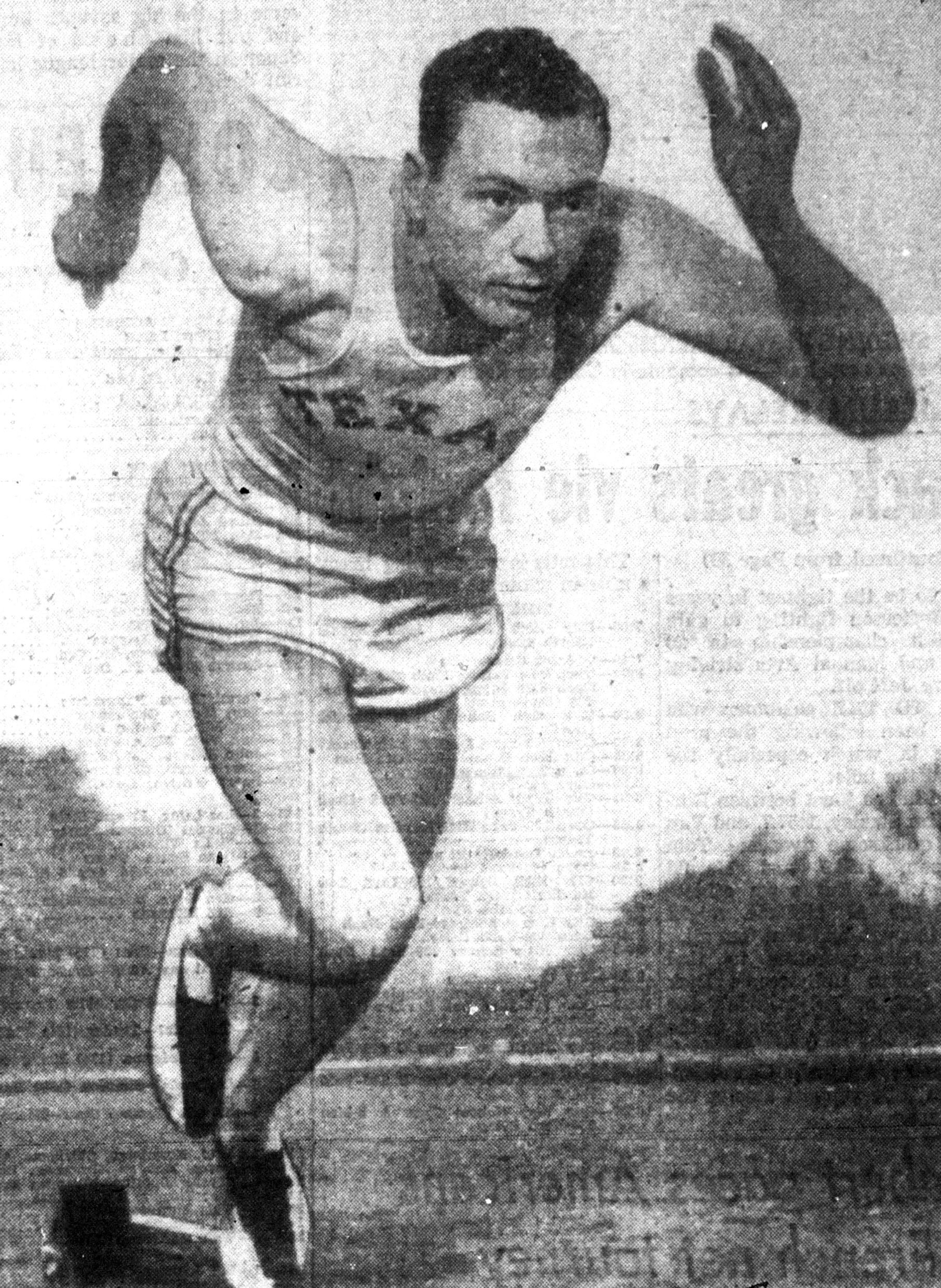
Charles Thomas im 1954

Charles Thomas (Charles Augusta Thomas; * 3. Oktober 1931 in Fostoria, Montgomery County, Texas; † 26. Januar 2015 in Bryan, Texas) war ein US-amerikanischer Sprinter.
Bei den Panamerikanischen Spielen 1955 in Mexiko-Stadt gewann er Silber über 200 m und Gold in der 4-mal-100-Meter-Staffel.
1954 wurde er für die University of Texas startend NCAA-Meister über 220 Yards.

## Persönliche Bestzeiten
- 100 Yards: 9,5 s, 7. März 1953, College Station
- 220 Yards: 20,5 s, 29. Mai 1954, Houston (auf einer geraden Bahn; entspricht 20,9 s über 200 m)